# 間島問題
間島問題（かんとうもんだい）とは、中国吉林省東南部の豆満江北方左岸地域「間島」（現在の延辺朝鮮族自治州）の領有権その他の問題を一括して称したもの。20世紀前半の日本の大きな軍事・外交問題の1つであった。

## 概要

### 前史
満州と朝鮮の国境地域にあたり、満州を故地としていた清朝は同地への外地からの移住を禁止する「封禁」を宣言して、1712年に正式に自国領に編入した。ところが朝鮮人が李氏朝鮮の統治下の朝鮮半島から同地に移住して開拓していった。清朝は1882年に漢民族の同地への移住を許可すると、同地にあった朝鮮人の所有地の扱いを巡って清朝と李氏朝鮮（後の大韓帝国）が互いに領有を宣言して対立した。そこに沿海州に進出したロシア帝国、日露戦争後に大韓帝国を保護国化した日本も間島進出を図ったために問題が複雑化する。

### 日本の進出と協約の締結
1907年に日本が朝鮮人の多い間島の竜井村に朝鮮人の保護を名目に派出所を設置して警官（実際は憲兵が主）を常駐させ、対抗して清も同じく局子街に辺務公署を設置したことから緊張が高まったが、1909年に間島協約を締結して日本側が間島の領有権・警察権を清側に認める代わりに朝鮮人の土地所有権や満州と朝鮮半島を鉄道で結ぶ権利などを獲得した。これに伴い、1909年11月に在間島日本総領事館が設置されている。翌年の日韓併合によって、日本と清は間島をもって国境で隣接することとなる。1911年に辛亥革命によって清が倒れ中華民国が成立した。協約は中華民国に引き継がれる形となった。

### 紛争の発生
1915年、日本が対華21ヶ条要求を要求した結果、満州における日本人の土地に関する特権を約束した南満東蒙条約が締結された。だが、日本側がこの条約が当時の国際法上「日本人」とされていた間島の朝鮮人にも適用されると主張し、これを間島協約の合意を無視するものであるとする中国側の反発を受けた。ほぼ同じ時期、日韓併合に反対する元義兵などの朝鮮人亡命者が間島を拠点として独立運動を展開したことから、1920年には日本軍による間島出兵が行われた。
一方、中国側ではナショナリズムの高まりによって1920年代後半以後親日派とされた間島の朝鮮人に対する弾圧を行われ、更に奉天軍閥易幟後の1929年には朝鮮人農地の没収が開始されるなど、反日独立運動勢力を含めた全ての朝鮮人を弾圧・排除する動きに転じた。こうした中で独立運動勢力は1930年に中国当局・日本双方と対立する中国共産党と連携して 間島朝鮮人武装蜂起を引き起こした。また、張学良・張作相ら現地の政治指導者は共産党勢力の取締を理由に朝鮮人弾圧を正当化した。これに対して日本でも間島問題に対する外務省の姿勢が軟弱であるとして立憲政友会の松岡洋右が帝国議会において幣原外交を非難する演説を行った。1931年7月には長春郊外において間島方面から周辺部の同地域に進出した朝鮮人と現地の中国人の水利を巡る対立をきっかけにした万宝山事件が発生する。事件が起きると朝鮮半島に在留していた漢民族は朝鮮人から襲撃された。

### 満州事変による終息
1931年9月に満州事変が発生して間島を含む満州全域が日本軍の占領下に置かれ、間島問題は日本軍による「力による解決」によって表面上は終息を迎えた。1932年の満州国成立後も、間島の裁判権などは日本側に帰属していたが、1934年に満州国は間島省を設置。1937年に治外法権は撤廃され、日本の領事館は1938年に閉鎖された。